# پائو ویکتور
پائو ویکتور دلگادو (انگلیسی: Pau Víctor؛ زادهٔ ۲۶ نوامبر ۲۰۰۱) بازیکن فوتبال اهل اسپانیا است که در باشگاه فوتبال براگا در لیگ برتر پرتغال بازی میکند.